# Кандарр, Петра
Петра Кандарр (нем. Petra Kandarr; 20 августа 1950, Галле, Саксония-Анхальт — 12 марта 2017, Карлсруэ, Баден-Вюртемберг), в девичестве Фогт (нем. Vogt) — немецкая легкоатлетка, специалистка по бегу на короткие дистанции. Выступала за сборную ГДР по лёгкой атлетике в конце 1960-х — первой половине 1970-х годов, трёхкратная чемпионка Европы, обладательница Кубка Европы, многократная победительница национальных первенств.

## Биография
Петра Фогт родилась 20 августа 1950 года в городе Галле, ГДР. Проходила подготовку в местном спортивном клубе SC Chemie Halle под руководством тренера Зеппа Брайтшафта.
Наибольшего успеха в своей спортивной карьере добилась в сезоне 1969 года, когда вошла в основной состав восточногерманской национальной сборной и выступила на чемпионате Европы в Афинах, где одержала победу сразу в трёх дисциплинах: в беге на 100 и 200 метров, а также в эстафете 4 × 100 метров совместно с Бербель Подесва, Ренате Майснер и Региной Хёфер. За это выдающееся достижение по итогам сезона была признана лучшей спортсменкой Германской Демократической Республики и награждена серебряным орденом «За заслуги перед Отечеством».
В 1971 году на европейском первенстве в Хельсинки вместе с Карин Бальцер, Ренате Майснер и Эллен Штропаль стала серебряной призёркой в эстафете 4 × 100 метров — на финише их команда уступила только главным конкуренткам из ФРГ.
В 1973 году стартовала на чемпионате Европы в помещении в Роттердаме — завоевала серебряную медаль в беге на 60 метров, проиграв в финале титулованной западногерманской бегунье Аннегрет Рихтер. Также в этом сезоне стала лучшей в эстафете 4 × 100 метров на Кубке Европы в Эдинбурге — её партнёршами были Ренате Штехер, Кристина Хайних и Дорис Зельмигкайт.
На европейском первенстве 1974 года в Риме попасть в число призёров не смогла, в беге на 200 метров заняла итоговое восьмое место.
Завершив спортивную карьеру, получила педагогическое образование и затем в течение многих лет работала преподавателем в детско-юношеской спортивной школе в Галле.
После объединения Германии в 1990 году вместе с мужем Лутцем Кандарром переехала из Галле на постоянное жительство в Карлсруэ, федеральная земля Баден-Вюртемберг. Её дочь Яна Кандарр впоследствии стала достаточно известной теннисисткой, участвовала в Олимпийских играх в Сиднее.
Умерла 12 марта 2017 года в Карлсруэ в возрасте 66 лет.